# Timár Béla
Timár Béla (Gyula, 1947. október 8. – Budapest, 1989. február 2.) Jászai Mari-díjas magyar színész, rendező.

## Életpályája
Középiskolás éveit a békéscsabai Rózsa Ferenc Gimnáziumban töltötte. A Színház- és Filmművészeti Főiskolán 1972-ben diplomázott színészként, majd a Madách Színházhoz szerződött, amelynek haláláig tagja volt.
Jellemformáló ereje már első szerepeiben is kitűnt, humorérzéke, nagyszerű ritmusérzéke és kitűnő színpadi mozgása a legkülönbözőbb szerepekre tették alkalmassá. 1975-től szerepelt a Szentendrei Teátrum előadásain. 1980-ban Jászai Mari-díjat kapott. 1982-ben a Játékszínben rendezte Csukás István és Darvas Ferenc Ágacska című mesejátékát. Ő írta és rendezte a Kék öböl című gyermekmusicalt. 1988-ban elvégezte a Színművészeti Főiskola rendező szakát is, és megszerezte az operarendező diplomát. 41 évesen hunyt el agydaganatban.

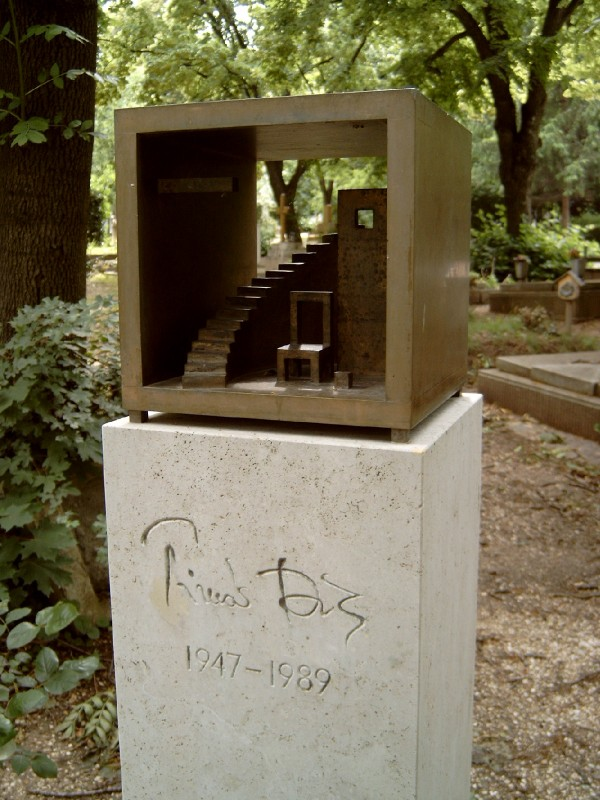
Timár Béla sírja Budapesten. Farkasréti temető: 2/8-1-169. Gulyás Gyula alkotása.

Felesége Ferenczi Krisztina színésznő volt, akitől két gyermeke született, Ádám és Bálint; 7 évig éltek együtt.

## Színpadi szerepek
- Shakespeare: Lóvátett lovagok... Bunkó, bohóc
- Shakespeare: Othello... Rodrigo
- Shakespeare: Hamlet... Horatio
- Shakespeare: Tévedések vígjátéka... Ephesusi Antipholus
- Shakespeare: Sok hűhó semmiért... Claudio
- Bertolt Brecht: Mahagonny tündöklése és bukása... Jim Mahoney, favágó Alaszkából
- Bertolt Brecht: Kurázsi mama... Az öreg paraszt fia
- Henrik Ibsen: Peer Gynt... Husszein
- Tamási Áron: Énekes madár... Kömény Móka, fiatal legény
- Hubay Miklós... Vas István... Ránki György: Egy szerelem három éjszakája... Bálint
- Csehov: Három nővér... Tuzenbach
- Molière: A fösvény... Valér
- Eliot... Webber: Macskák... Munkustrapp
- Mitch Leigh... Dale Wasserman... Joe Darion: La Mancha lovagja... Sancho
- Edmond Rostand: Cyrano de Bergerac – Ligniére
- Oscar Wilde: Bunbury... Worthing John
- George Bernard Shaw: Candida... Marchbanks, költő
- Jean-Paul Sartre: Kean, a színész... Pistol
- Makszim Gorkij: Nyaralók... Vlasz, Bazsov feleségének az öccse
- Berté Henrik – Franz Schubert: Három a kislány... Schober báró
- Marin Držić: Dundo Maroje... Pomet, Hugo szolgája
- Ronald Millar: Abelard és Heloise... Guilbert, Abelard szolgája
- Sütő András: Egy lócsiszár virágvasárnapja
- Tímár Béla... Csukás István: Kék öböl... Katona
- Csukás István: Ágacska... Berci béka
- Szép Ernő: Vőlegény... Lala, hetedik gimnazista
- Háy Gyula: Mohács... Bakics vajda
- Madách Imre: Az ember tragédiája... Első demagóg; Első Koldus; Sans-culotte; Eszkimó
- Karinthy Ferenc: Szellemidézés... Mészáros
- Szabó Magda A meráni fiú... Bács
- S. Nagy István: Krízis... Ciki
- Polgár András: Kettős helyszín... Pálinkás László, sofőr
- Polgár András: Töltsön egy estét a Fehér Rózsában... Törő-Horváth Béla
- Brian Clark: Mégis, kinek az élete?  John, kórházi szolga
- Koltai János: Albert Schweitzer... Stefan, költő

## Színpadi rendezései
- Csukás István – Darvas Ferenc: Ágacska
- Trovaioli: Mennyből a telefon
- Timár Béla: Kék öböl

## Filmjei

### Mint színész

#### Játékfilmek
- Kitörés (1970) – Béla
- Végre, hétfő! (1971) – Rácz János, albérlő
- Lányarcok tükörben (1972) – Galeritag
- A Pendragon legenda (1974) – Osborne Pendragon
- A járvány (1975) – Brány kadét
- Mese habbal (1979)

#### Tévéfilmek
- A bűnös (1971)
- A vasrács (1971)
- A főnök (1972) – Fiatalember
- Boldog órák (1972) – Ray
- Nehéz ma férjhez menni (1972)
- Keménykalap és krumpliorr 1-4. (1973 [1978 mozifilmként]) – Kamasz, a majomtolvaj
- Megtörtént bűnügyek 1-3. (1973) – Péter
- A medikus (1974) – Diák I.
- Családi kör (1974)
- Krémes (1974)
- Sosem lehet tudni (1974)
- Az Elnökasszony 1-2. (1975)[6]
- Zendül az osztály (1975) – Kartali György
- A tőrbecsalt Blanco Posnet (1976) – Strapper
- Csaló az Üveghegyen (1976) – Bikkmakk királyfi
- Illetlenek (1977) – Rák Oszkár újságíró
- A Zebegényiek (1978) – Sándor, a férj jelölt
- Zenés TV Színház (1976-1978)
  - A szabin nők elrablása (1976) – Szendeffy (Raposa) Endre, a színház hősszerelmese és tenoristája
  - Boccaccio (1978) – Leonetto, Boccaccio barátja
- Hogyan csináljunk karriert? (1980) – Golutvin, foglalkozás nélküli egyén
- Istenek és szerelmesek (1980) – Apollon
- Napos oldal (1982)
- Lapzárta előtt (1983)
- Egy lócsiszár virágvasárnapja (1984)
- Zenés TV Színház: Hoffmann meséi (1984) – Hermann
- Skatulyácska királykisasszony (1985) – Gitáros
- Széchenyi napjai 1-6. (1985) – Gassner
- Szomszédok (1988) – Félix

### Szinkronszínészként
- Vakáción a Mézga család (1978, rajzfilmsorozat) – Magyarországon tanult indiai fiatalember (hang)
- Csipike, az óriás törpe (1984, televíziós bábfilm) – Csipike (hang)
- Éljen Szervác! (1986) – Zebra #1 (hang)

### Mint rendező
- Ágacska (1984, mesejáték)
- Alpesi történet (1985, rövid játékfilm)

### Portréfilm
- Bemutatjuk Timár Béla színészt (1976)

## Szinkronszerepei

### Filmek
| Év        | Cím                                                                        | Szereplő             | Színész               | Szinkron év |
| --------- | -------------------------------------------------------------------------- | -------------------- | --------------------- | ----------- |
| 1943      | Megszállottság (1. magyar szinkron)                                        | N/A                  | N/A                   | 1983        |
| 1953      | A 17-es fogolytábor (1. magyar szinkron)                                   | James Dunbar hadnagy | Don Taylor            | 1985        |
| 1953      | Végtelen látóhatár                                                         | Pierre Trabaud       | Pierre Trabaud        | 1977        |
| 1954      | A római lány                                                               | Astarita             | Raymond Pellegrin     | 1987        |
| 1959      | Szerelmem, Hirosima                                                        | Lui                  | Eiji Okada            | 1985        |
| 1962      | Iván gyermekkora (2. magyar szinkron)                                      | Szemüveges katona    | Andrej Koncsalovszkij | 1981        |
| 1964      | Vörös sivatag (1. magyar szinkron)                                         | Ugo                  | Carlo Chionetti       | 1982        |
| 1965      | Egy kínai viszontagságai Kínában                                           | Leon, a komornyik    | Jean Rochefort        | 1978        |
| 1966      | Lombhullás                                                                 | Nico                 | Ramaz Giorgobianyi    | 1978        |
| 1967      | A Szent Péter-hadművelet (2. magyar szinkron)                              | Cajella              | Jean-Claude Brialy    | 1977        |
| 1967      | Diploma előtt                                                              | N/A                  | N/A                   | 1975        |
| 1971      | Vásárra viszem a bőröd (1. magyar szinkron)                                | Jason O’Rourke       | Louis Gossett, Jr.    | 1985        |
| 1971      | Vujic tanár úr kalapja                                                     | Pavle Popovic        | Miroslav Aleksić      | 1975        |
| 1972      | A tábornok állva alszik                                                    | Orvostanhallgató     | N/A                   | 1974        |
| 1972      | Jenny Treibel asszony                                                      | Leopold Treibel      | Rainer Rudolph        | 1975        |
| 1972      | Ostromállapot                                                              | Rádiós tupamaro      | N/A                   | 1974        |
| 1973      | A briliáns királynő bukása                                                 | Igazoltató rendőr    | N/A                   | 1974        |
| 1973      | A nagy szünet                                                              | Nyesztor Szeverov    | Mihail Kononov        | 1975        |
| 1973      | Egy kis előkelőség                                                         | N/A                  | N/A                   | 1980        |
| 1973      | Homburg hercege                                                            | Homburg              | Bruno Ganz            | 1978        |
| 1973      | Sivatagban, őserdőben                                                      | Stas Tarkowski       | Tomasz Mędrzak        | 1975        |
| 1974      | Az előkelő alvilág                                                         | N/A                  | N/A                   | 1976        |
| 1974      | Nem is olyan rossz ember…                                                  | N/A                  | N/A                   | 1983        |
| 1974      | San Francisco utcáin – III/16. rész: Levelek a sírból (1. magyar szinkron) | Lew Kovic Jr.        | Peter Strauss         | 1982        |
| 1975-1978 | Starsky és Hutch (tévésorozat) (1. magyar szinkron)                        | Huggy Bear           | Antonio Fargas        | 1981-1985   |
| 1976      | A márványember                                                             | Michalak             | Piotr Cieślak         | 1979        |
| 1976      | Csúfak és gonoszak                                                         | Adolfo               | Mario Santella        | 1978        |
| 1976      | Erjedő bor                                                                 | N/A                  | N/A                   | 1978        |
| 1978      | Az 51-es dosszié                                                           | N/A                  | N/A                   | 1979        |
| 1978      | Konvoj                                                                     | Pók Mike             | Franklyn Ajaye        | 1979        |
| 1979      | Julius Caesar                                                              | Casca                | Sam Dastor            | 1980        |
| 1979      | Maradhatok májusig?                                                        | King                 | Richard Venture       | 1981        |
| 1980      | Tartuffe, a gazember                                                       | Damis                | Jean-Renaud Garcia    | 1984        |
| 1981      | Tű a szénakazalban                                                         | David Rose           | Christopher Cazenove  | 1983        |
| 1982      | Eljegyzés előtt                                                            | N/A                  | N/A                   | 1984        |
| 1984      | Miss Marple történetei 01.: Holttest a könyvtárszobában                    | N/A                  | N/A                   | 1987        |

### Rajzfilmek
| Év   | Cím                                              | Szereplő       | Színész   | Szinkron év |
| ---- | ------------------------------------------------ | -------------- | --------- | ----------- |
| 1977 | Lolka és Bolka a Föld körül (1. magyar szinkron) | N/A            | N/A       | 1978        |
| 1979 | Tapsi Hapsi – Anyák napi különkiadás             | Részeges gólya | Mel Blanc | 1986        |

## Rádió
- Berza László: Reguly Antal (1974)
- Ady Endre: A műhelyben (1977)
- Papp Éva: Távoli északon (1977)
- Tatay Sándor: Kinizsi Pál (1980)
- Gyenes György: Kettős csavar (1981)
- Karc: 1981. nyári kiadás (1981)
- Dominique-André Kergal: Holnap történt (1982)
- E.T.A. Hoffmann: Diótörő (1982)
- Petrovácz István: A nagy dobás (1982)
- ÚTON – Hatvan év hétköznapjai a művészet és az újságírás tükrében (1982)
- Romain Rolland: Pierre és Luce (1983)
- Sajó András: Gulliver Írországban (1983)
- Hogyhogy? – Moldova György szimbóleumai (1984)

## Díjai
- Jászai Mari-díj (1980)